# Mitar Mrkela
Dimitrije "Mitar" Mrkela (né le 10 juillet 1965 à Belgrade en Serbie) est un footballeur serbe, attaquant de l'Étoile Rouge de Belgrade et de l'équipe de Yougoslavie dans les années 1980.
Mrkela a marqué un but lors de ses cinq sélections avec l'équipe de Yougoslavie entre 1982 et 1984. 

## Carrière
- 1981-83 : OFK Belgrade  Yougoslavie
- 1983-91 : FK Étoile rouge de Belgrade  Yougoslavie
- 1990-92 : FC Twente  Pays-Bas
- 1992-93 : Beşiktaş JK  Turquie
- 1993-94 : Cambuur Leeuwarden  Pays-Bas

## Palmarès

### En équipe nationale
- 5 sélections et 1 but avec l'équipe de Yougoslavie entre 1982 et 1984.

### Avec l'Étoile rouge de Belgrade
- Vainqueur du Championnat de Yougoslavie de football en 1984, 1988 et 1990.
- Vainqueur de la Coupe de Yougoslavie de football en 1985, 1990.